# Zundert
Zundert – gmina położona w prowincji Brabancja Północna w południowej Holandii. Zundert leży ok. 10 m nad holenderskim poziomem morza (tzw. NAP – Normaal Amsterdams Peil) i jest położony 15 km na południowy zachód od Bredy i 35 km na północny wschód od Antwerpii, Belgia. Zundert otaczają gminy Etten-Leur i Breda od północy, Hoogstraten (Belgia) od wschodu, Wuustwezel (Belgia) od południa, Kalmthout (Belgia) od południowego zachodu oraz Essen (Belgia) i Rucphen od zachodu.

## Gmina Zundert
Zundert jest jedną z najbardziej rolniczych gmin w Holandii. 10% holenderskiej produkcji w szkółkach leśnych ma miejsce w okolicach Zundert. Ważną gałęzią produkcji jest uprawa truskawek, młodych drzewek i żywopłotów.
Po zmianach administracyjnych w 1997 Zundert został połączony z dotychczasową gminą Rijsbergen.

### Jednostki składowe Gminy Zundert
Gemeente Zundert:
- powierzchnia: 11.994 ha, w tym 24 ha woda

Liczba ludności gminy (1 lipca 2010): 21 118
Liczba ludności jednostek składowych:
- Achtmaal (1673)
- Klein-Zundert (2509)
- Rijsbergen (6350)
- Wernhout (3023)
- Zundert (7563)

## Historia
Początki miasta Zundert są, podobnie jak wielu innych tego typu miast, bardzo niejasne. Nazwa miejscowości pojawia się po raz pierwszy w dokumencie z 1157, w którym biskup Liège poświadcza fundację osady „Sunderda”. Nazwa Sunderda właściwie odnosi się do istniejącej miejscowości Klein-Zundert (pol.Mały-Zundert), która była jedną z pierwszych osad na tym obszarze. Osadzeni tu mnisi, oprócz działalności religijnej, zajmowali się również działalnością gospodarczą dokonując przekształcenia surowego obszaru – terenów porośniętych grzybami, torfowisk i wrzosowisk w pola uprawne. Wprowadzili nowe metody uprawy roli.
Zundert jest otoczony terenami rolniczymi i obszarami o walorach przyrodniczych, w tym wrzosowiskiem Buissche Heid, udostępnionym do celów rekreacyjnych. W pobliżu znajduje się również park narodowy Kalmthoutse Heide, przekraczający granicę z Belgią.
W Zundercie 30 marca 1853 urodził się malarz postimpresjonistyczny Vincent van Gogh.

## Współpraca
Miejscowość partnerska:
- Zoutleeuw, Belgia

## Galeria

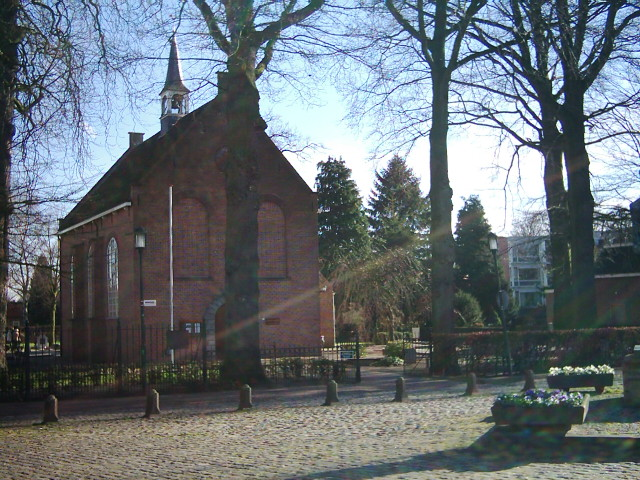
Kościół Vincenta van Gogha
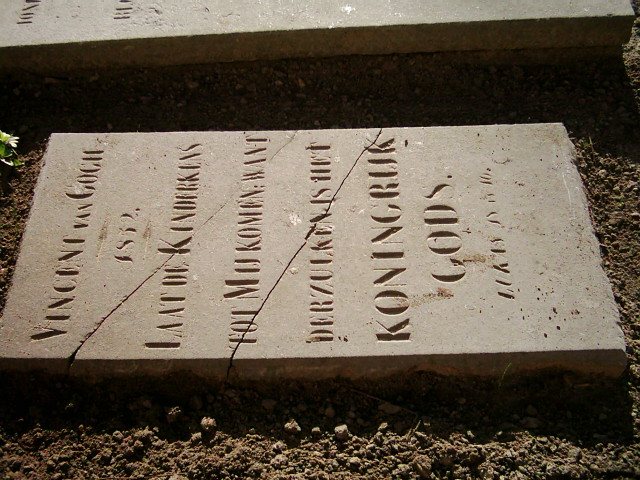
Płyta nagrobna Vincenta van Gogha
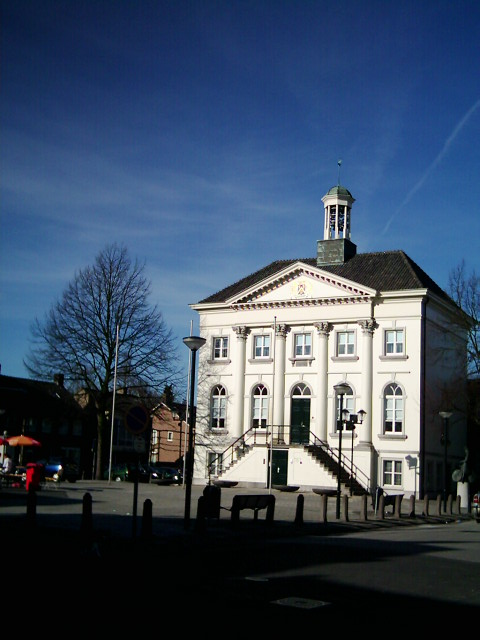
Ratusz